# آبشار سون سیستر
آبشار سون سیستر (به انگلیسی: Seven Sisters) آبشاری است که در نروژ واقع شده و ارتفاع کلی ریزشگاه آن ۴۱۰ متر (۱٬۳۵۰ فوت) است.